# Brukspatron Adamsson

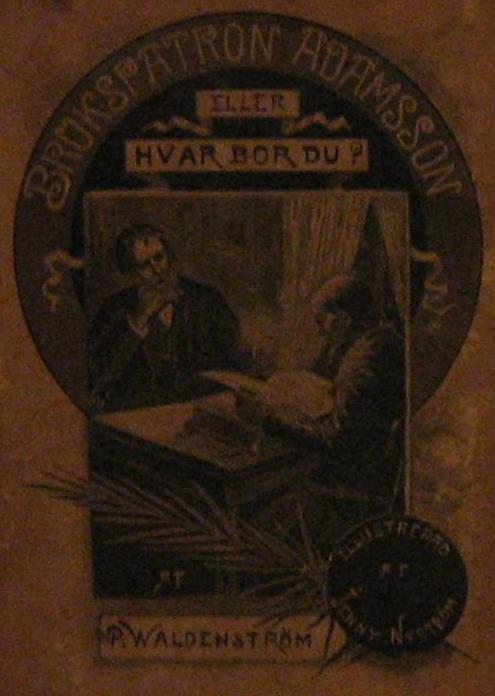
Omslagsbilden till 5:e utgåvan av Brukpatron Adamsson, med illustrationer av Jenny Nyström

Brukspatron Adamsson eller Hvar bor du? är en religiöst färgad allegorisk roman av Paul Petter Waldenström.
Romanen handlar om brukspatron Adamsson som föds rik, lyckas i de flesta av sina världsliga projekt och blir lyckligt gift och avundas av alla, utom en gumma - "mor enfaldig", som ser hans inre fattigdom. Adamsson ger sig ut i världen, och besöker platser som staden "Lösaktighet", träffar personer som "Förderfvad" och "herr självklok". Han träffar dock även goda personer som "Väktare" och "pastor Redlig" och blir omvänd predikant. Waldenström skildrar händelseförloppet: "Den skildrar en man, som heter Adamsson. Han bor i staden Världen. Efter att ha blivit ruinerad flyttar han till staden Evangelium, där han får ett nytt namn, Abrahamsson. Efter en tid tröttnar han där och reser till staden Lösaktighet oeh låter kalla sig Adamsson. Han kommer åter till Evangelium men flyttar snart till staden Egenrättfärdighet, där han antager namnet Agarsson. Emellertid blir han olycklig och kommer åter till Evangelium, varest han stannar kvar, tills han får flytta hem till Justus Allsvåldig i staden Helighet."
Waldenström berättar själv, att inspirationen kom från en predikan, han sommaren 1862 hållit i Sundsvall med utgångspunkt från Psaltaren, Ps. 86. Berättelsen om Brukspatron Adamsson formade sig på några dagar såsom ett manus till den nystartade Stadsmissionären, där den publicerades i en följetong under 1862. Populariteten ledde till en efterfrågan av bokutgivning. Efter bearbetning och utvidgning av följetongen utgavs första utgåvan av Stockholms Stadsmission våren 1863, och därefter följde snabbt flera utgåvor. Behållningen av bokförsäljninjen gick till ett barnhem för gossar.
Brukspatron Adamsson  väckte stor uppmärksamhet och starka reaktioner i prästerskapet främst med avseende på försoningsläran. Det hela startade med ett missförstånd att sign. P. W. Stod för prästen P. P. Welinder, vilken inte kunde stå för bokens budskap. Ett kommenterat genmäle utgavs i en bilaga till Wäktaren n:o 15.. I Prestmötet i Lund hösten 1864 ville man utan positivt gehör förbjuda kolportörers försäljning av boken. Striden uppstod på nytt sedan Waldenström efter C. O. Rosenius död övertog uppdraget som Pietistens redaktör, vilket hade ifrågasatts av Rosenii broder Magnus G Rosenius, som menade att C. O. Rosenius hade motsatt inställning än Waldenström om läran i Brukspatron Adamsson.
Det hela ledde till revidering av Brukspatron Adamsson inför den nya utgåvan 1874. Ytterligare revideringar skedde 1891, då även med illustrationer av Jenny Nyström. Den senaste revisionen 2019 skedde Rune W Dahlén med revidering av språket och rikligt men kommentarer.
Populariteten har stigit och flera nya utgåvor utkommit. Därom vittnar nedanstående berättelse:
Henrik Schück har i sina novellsamlingar "gamla papper" berättat en anekdot från 1890-talet, då en bibliotekarie tillfrågades om vilken som var den mest lästa svenska boken, och kom med en rad förslag bland tidens stora författare, alla fel, och slutligen fick svaret - just Brukspatron Adamsson och då inte hade en aning om vad det var för bok.
Uttalandet är intressant på flera sätt, det visar dels på att boken inte lovprisades i litterära kretsar, utan läses av "vanligt" folk (i första hand nog kyrkliga och frikyrkliga, Waldenström stod ändå så pass nära Svenska kyrkan att hans litteratur inte förkastades av alla i de kretsarna). Det säger också en hel del om skillnader mellan sentida uppfattningar om historiska tiders litteratur och den typen av böcker som verkligen lästes.

## Utgåvor
- 1:a - 1863
- 2:a - 1863
- 3:e -
- 4:e - 1874
- 5:e - 1891 Illustrerad av Jenny Nyström (även efterföljande utgåvor)
- 6:e - 1907
- 7:e - 1916
- 8:e - 1937
- 9:e - 1952
- 10:e - 1962
- 11:e - 2003
- 12:e - 2019 bearbetad av Rune W Dahlén

- "Brugspatron Adamsen, eller Hvor boer du?" Norsk översättning 1865
- "Pruukinpatruuni Aataminpoika eli Missä asut?" Finsk översättning 1872 av A. Tervo
- "Brugspatron Adamsen, eller Hor bor du?" Norsk översättning 1891
- "Squire Adamson; Or where do you live?" Engelsk översättning 1928 av Ruben T. Nygren
- "Squire Adamsson: Or, Where do you live?" Engelsk översättning 2013 av Mark Safstrom